# Список умерших в 1233 году
В этой статье представлен список известных людей, умерших в 1233 году.
См. также: Категория:Умершие в 1233 году

## Январь
- 6 января — Матильда Честерская[англ.] — графиня-консорт Хантингтон (1190—1219), жена Давида Шотландского

## Март
- 6 марта — Томас I Савойский (54) — граф Савойский (1189—1233), 1-й князь Пьемонта.
- Боэмунд IV — граф Триполи (1187—1233), князь Антиохии (1201—1205, 1208—1216, 1219—1233).

## Апрель
- 11 апреля — Райнер Оснабрюкский[нем.] — отшельник-затворник, святой римско-католической церкви[1].

## Май
- Симон де Жуанвиль, сеньор де Жуанвиль и де Вокулёр, наследственный сенешаль Шампани.

## Июнь
- 1 июня — Ибн аль-Асир (73) — арабский историк и биограф.
- 5 июня — Фёдор Ярославич — князь Новгородский (1228—1229), святой Русской Церкви
- Иоланда де Куртене — королева-консорт Венгрии (1215—1233), жена Андраша II

## Июль
- 8 июля — Коноэ Мотомичи[англ.] — японский регент, кампаку (1179—1180, 1196—1198) сэссё (1180—1183, 1184—1186, 1198—1202)
- 26 июля — Вильбранд фон Ольденбург[англ.] — епископ Падерборна (1225—1227), епископ Утрехта (1227—1233)
- 27 июля — Ферран Португальский (45) — граф Фландрии (1212—1233).
- 30 июля — Конрад Марбургский — немецкий проповедник крестовых походов и инквизитор, убит.

## Август
- 25 августа — Бертольд фон Хельфенштейн[нем.] — епископ Кура (1228—1233).

## Сентябрь
- 23 сентября — Жан I Альгрин, кардинал-епископ Сабины.

## Октябрь
- 8 октября — Уго Канефри[англ.] — итальянский крестоносец и медицинский работник, святой римско-католической церкви.

## Ноябрь
- 22 ноября — Елена Датская — герцогиня-консорт Люнебурга (1202—1212), жена Вильгельма Толстого.
- 27 ноября — Ши Миюань (69), чэнсян династии Сун, доминировавший в правительстве императоров Нинцзуна и Лицзуна.

## Декабрь
- 25 декабря — Конрад фон Гюцков[пол.] — епископ Камминский (1219—1233)

## Дата неизвестна или требует уточнения
- Алиса Монферратская[нем.] — королева-консорт Кипра (1229—1233), жена Генриха I
- Андраш — принц Венгерский, князь Галицкий (1226—1229, 1231—1233)
- Бенедетта ди Кальяри — юдекс Кальяри (1214—1233)
- Бертран де Борн сын[англ.] — французский трубадур, сын Бертрана де Борна
- Иоанн Апокавк — православный митрополит Навпактский, христианский теолог.
- Иоланда де Куртене, консорт-королева Венгрии, вторая жена короля Андраша II.
- Кирилл I — Митрополит Киевский и всея Руси (1224—1233).
- Конрад II фон Тегерфельден — епископ Констанца (1209—1233).
- Кристиан II, граф Ольденбурга (с 1209).
- Мариано II (Торрес) — юдекс Логудоро (1218—1233)
- Матильда Ангулемская — графиня-консорт де Ла Марш (1200—1219), жена Гуго IX де Лузиньяна
- Николай I[англ.] — епископ Шлезвига (1209—1233), канцлер Дании (1214—1233)
- Олдрадо да Трессено[англ.] — итальянский политик, мэр Милана.
- Эйке фон Репков, ангальтский рыцарь и судья, автор «Саксонского зерцала».
- Сайф ал-Дин аль-Амиди[англ.] — арабский юрист.
- Теркен-хатун, правительница в Государстве Хорезмшахов.
- Уади[англ.] — султан Мальдивских островов (1214—1233)
- Уильям Комин — граф Бьюкен (1214—1233)
- Фрейданк[англ.] — немецкий поэт
- Фудзивара но Шиноки[англ.] — императрица-консорт Японии (1230—1233), жена Императора Го-Хорикавы
- Эйд мак Руайдри Уа Конхобайр, король Коннахта (1228—1233).